# Bismarck-tengeri csata
A Bismarck-tengeri csata egy ütközet volt a második világháború csendes-óceáni hadszínterén az amerikai és a japán haditengerészet között 1943. március 2. és 4. között. Az ütközet során az amerikaiak szinte teljesen megsemmisítettek egy japán konvojt, amely Rabaulból erősítést szállított Új-Guineába.

## Erősítés

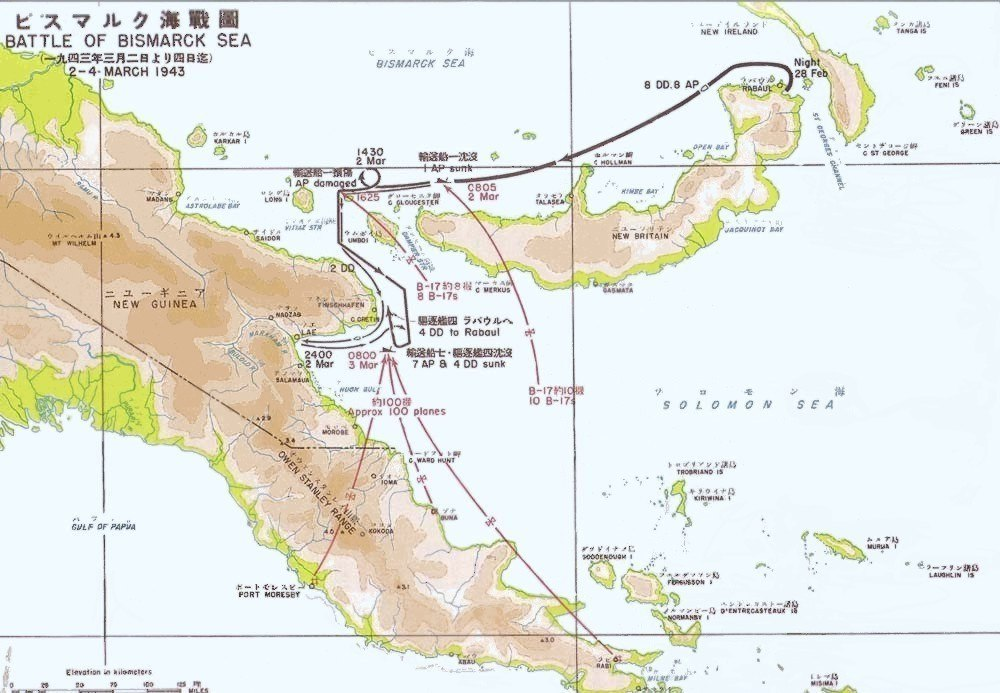
A fekete vonalak a japán hajók, a pirosok a szövetséges gépek útvonalát jelölik

A japánok 1943 januárjában tengeren küldték a 102. gyalogezredet Rabaulból Laéba, hogy megerősítsék a haditengerészeti egységeket. Ezt a szövetségesek észlelték, és repülőgépekkel két szállítóhajót elsüllyesztettek. Habár az ezred katonáinak háromnegyede elérte a célállomást, felszerelésük felét elvesztették. A katonák később Okabe Toru vezérőrnagy vezetésével megpróbálták elfoglalni az ausztrál helyőrséget, Waut január 28-30-án. A támadást az ausztrálok, a szövetséges légierő segítségével visszaverték, és a japánok súlyos veszteséget szenvedtek el.
Mivel a rabauli főhadiszállás úgy gondolta, Lae és Salamaua különösen fontos eleme a japán külső védelmi vonalnak, úgy döntött, hogy az 51. hadosztály 6900 katonájával megerősíti a helyőrségeket. A katonákkal nyolc szállítóhajó indult el a sziget felé. A konvojt nyolc romboló védte, és nagyjából kétszáz repülőgép segítő beavatkozásában reménykedhettek a japánok. A csapatok felszerelését – tanulva a korábbi veszteségből – egyenlő arányban osztották szét a hajók között.
A szövetségeseknek 207 bombázója és 129 vadászgépe állomásozott Pápuán, de nem voltak hajók ellen kifejlesztett fegyvereik. A repülősök ezért arra készültek, hogy egészen alacsonyan szállva dobják le bombáikat a hajókra, remélve, azok átütik a szállítóhajók gyenge palánkjait.

## Összecsapás

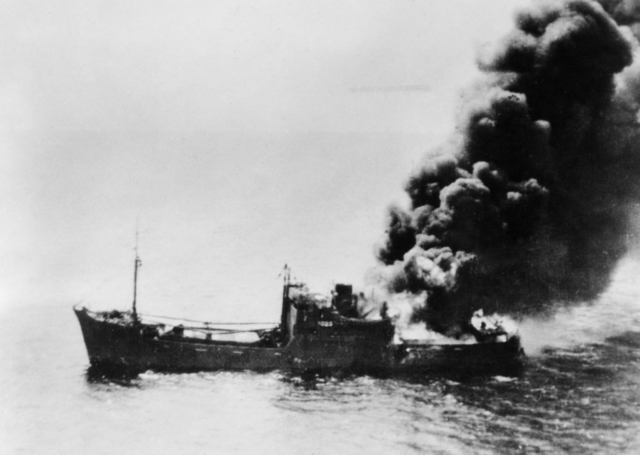
A találatot kapott Kenbu Maru

A japán konvoj február 28-án éjfélkor hagyta el Rabault. Egy szövetséges felderítőgép március 1-jén pillantotta meg őket, majd március 2-án ismét rájuk bukkantak a repülők. Ekkor a Gloucester-fok közelében jártak, Új-Britannia északnyugati csücskénél. A hajók a közepes bombázók hatótávolságán kívül voltak, de a B–17 Flying Fortressek és a B–24 Liberatorokelérték őket. A nehézbombázókat P–38 Lightningek kísérték. Habár a nehézbombázók általában nem voltak hatékonyak vízi célpontok ellen, most sikerült elsüllyeszteniük a Kiokuszei Marut, és megrongálni két másik hajót. A japán rombolók 950 embert mentettek ki a tengerből. A 2-áról 3-ára virradó éjjel két romboló Laéba sietett ezekkel a katonákkal.
Március 3-án a konvoj beért a közepes bombázók hatókörébe. Az első támadást ausztrál torpedóvető Beaufortok hajtották végre, de nem találtak el egyetlen hajót sem. A második hullámban 13 Bristol Beaufighter, 13 Flying Fortress, 13 Liberator és 12 B–25 Mitchell érkezett. A japán légvédelem három vadászt és egy B–17-est lőtt le, míg a szövetségesek súlyosan megrongálták az Arasio, a Sirajuki és a Tokicukaze rombolót. A szállítóhajók vagy elsüllyedtek, vagy megrongálódtak.
A harmadik támadás délután kezdődött. Ekkora már csak öt romboló volt harcképes állapotban. A repülők elsüllyesztették a korábban is megrongált Arasiót. A rombolók kevesebb, mint ötezer katonát tudtak a fedélzetükre venni a süllyedő hajókról, de nem Laéba, hanem Rabaulba és Kaviengbe indultak. Háromezer japán meghalt. Az utolsó még felszínen lévő szállítóhajót egy torpedóval felszerelt gyorsjárású járőrhajó küldte a tenger fenekére a 3-áról 4-ére virradó éjjel.

## Következmények
A Bismarck-tengeri csata súlyos következményekkel járt a japánok számára, mivel a várva várt erősítés nem érkezett meg Laéba. A japánok elvetették a további hasonló akciókat, és csak tengeralattjárókon és kisméretű, éjszaka közlekedő hajókon tudtak katonákat küldeni Laéba és Salamauába.